# هارلستون
هارلستون (به انگلیسی: Harlaston) یک روستا و محله مدنی در بریتانیا است که در لیچفیلد واقع شده‌است. هارلستون ۳۹۴ نفر جمعیت دارد.